# Триплатинаванадий
Триплатинаванадий — бинарное неорганическое соединение
платины и ванадия
с формулой Pt3V,
кристаллы.

## Получение
- Сплавление стехиометрических количеств чистых веществ:

{\displaystyle {\mathsf {3Pt+V\ {\xrightarrow {1015^{o}C}}\ Pt_{3}V}}}

## Физические свойства
Триплатинаванадий образует кристаллы
тетрагональной сингонии,
пространственная группа I 4/mmm,
параметры ячейки a = 0,3860 нм, c = 0,7819 нм, Z = 2,
структура типа триалюминийтитана Al3Ti
.
Соединение конгруэнтно образуется при температуре 1015 °C.
При температуре ≈240 К в соединении происходит ферромагнитный переход
.